# Eduard Kučera
Eduard Kučera (* 11. ledna 1953) je český podnikatel a spoluzakladatel firmy AVAST Software (dnes součástí Gen Digital). Podle časopisu Forbes zaujímá devátou příčku na žebříčku nejbohatších Čechů s majetkem přes 29,5 miliard korun.

## Kariéra
Vystudoval fyzikální elektroniku na Matematicko-fyzikální fakultě UK. Poté pracoval ve Výzkumném ústavu matematických strojů na vývoji tiskáren. V oboru počítačové techniky začal podnikat se společníkem Pavlem Baudišem již v roce 1988, ještě za dohledu Socialistického svazu mládeže. V roce 1991 založil s Pavlem Baudišem společnost ALWIL Software, mezi jejíž nejznámější produkt patří anti-malware řešení avast!. V roce 2002 uvedl na trh volně šiřitelnou verzi programu avast!, který na začátu roku 2014 aktivně využívalo přes 200 milionů lidí na celém světě. Firma ALWIL Software se v červnu 2010 přejmenovala na AVAST Software. V roce 2022 AVAST koupila společnost NortonLifeLock za 8,6 miliardy dolarů (208,6 miliard korun) a společná firma Nortonu a Avastu se přejmenovala na Gen Digital.
Eduard Kučera obdržel cenu Podnikatel roku 2009. Tuto soutěž pořádá společnost Ernst & Young. V roce 2013 obdržel Kučera ocenění Odpovědný leader 2013, a to za založení Nadačního fondu AVAST (dnes Nadační fond Abakus), do kterého firma přispívala 2,5 procenty hrubého zisku. 
V roce 2023 obdržel ocenění Český lev za Mimořádný počin v oblasti audiovize, a to za dlouholetou digitalizaci klasických českých filmů.